# Kapelle Kranzes

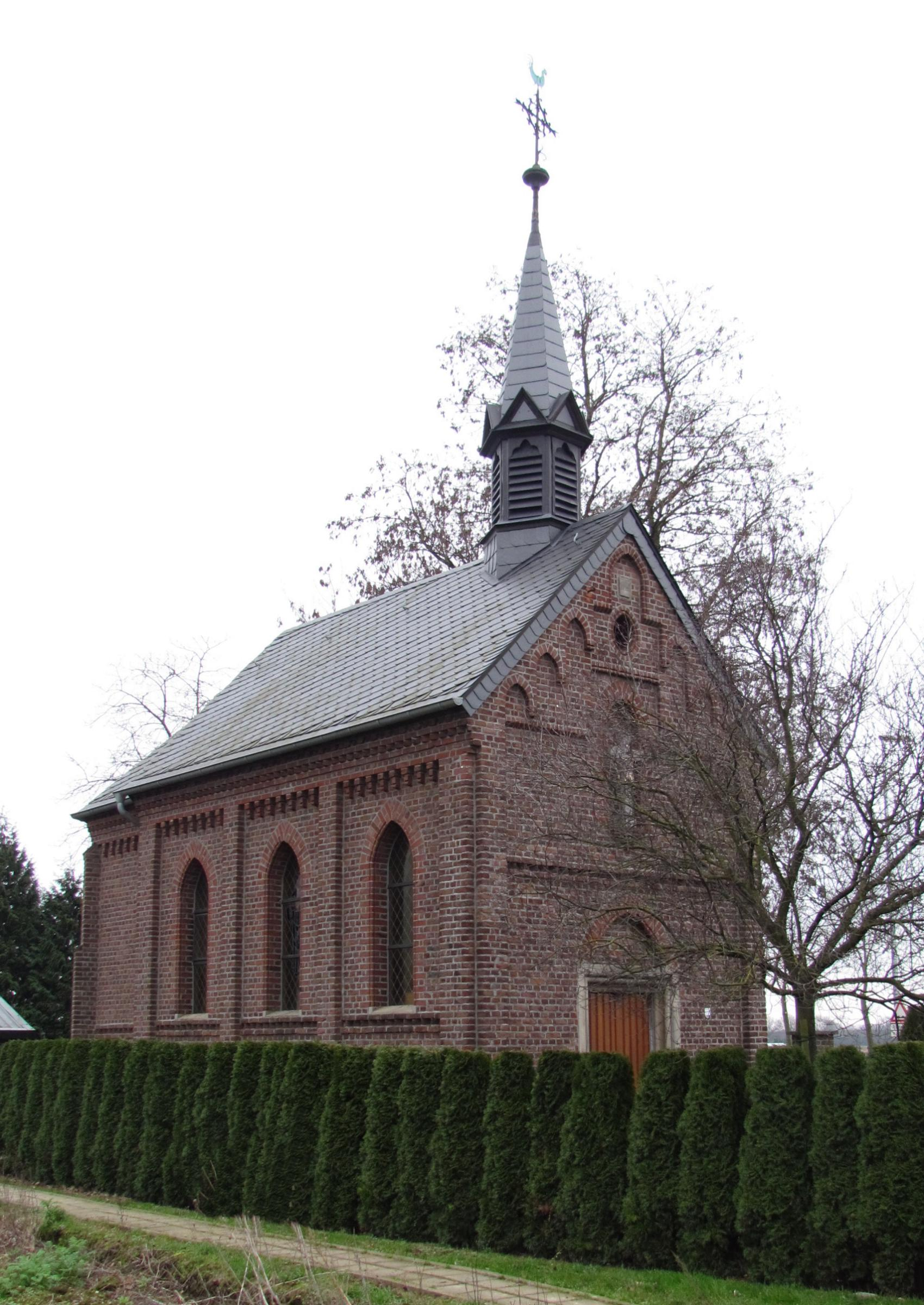
Kapelle Kranzes

Die römisch-katholische Kapelle Kranzes hat ihren Standort im Ortsteil Oberbruch in der Stadt Heinsberg in Nordrhein-Westfalen. Sie steht als Baudenkmal unter Denkmalschutz.

## Lage
Die Kapelle steht im Ortsteil Oberbruch-Kranzes, An der Schanz, einem früheren Rurübergang nach Ratheim.

## Geschichte
Das Kapellengebäude wurde 1895 erbaut und ist dem Hl. Johannes dem Täufer geweiht. Großen Dank an der Erhaltung der Kapelle gebührt dem Hochwürdigen Herrn Pfarrer Johannes Erkens (* 1910, † 1996) der mit Privatmittel die Kapelle restaurierte, neu ausstattete und im Jahre 1974 der Gemeinschaft der Gläubigen zurückgab. Der durch seine Initiative gegründete Kapellenverein e. V. betreut die unter Denkmalschutz stehende Kapelle.

## Architektur
Bei dem Gebäude handelt es sich um einen einjochigen Backsteinbau mit einem Kreuzrippengewölbe und drei Fensterachsen. Der Chor ist dreiseitig geschlossen. Das Dach wird von einem sechsseitigen, schlanken Dachreiter bekrönt. 1974 wurde die Kapelle restauriert.

## Ausstattung
- Auf dem Dach befindet sich ein Dachreiter mit einer Glocke.
- Die Kirche besitzt eine Buntverglasung.[2]
- Im Inneren stehen ein Altar, mehrere Heiligenfiguren, sowie Kerzen und Blumenschmuck.

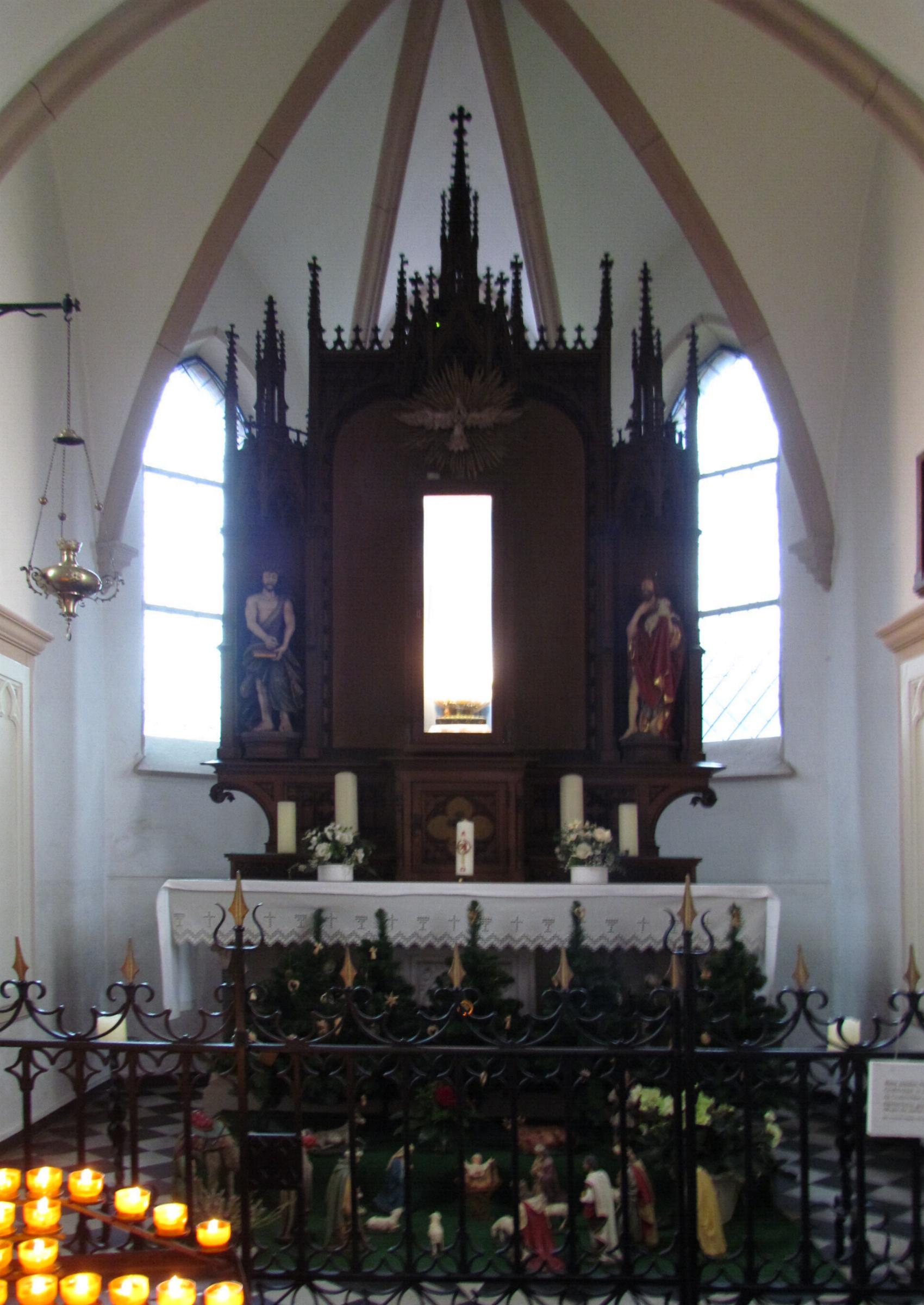
Altarraum
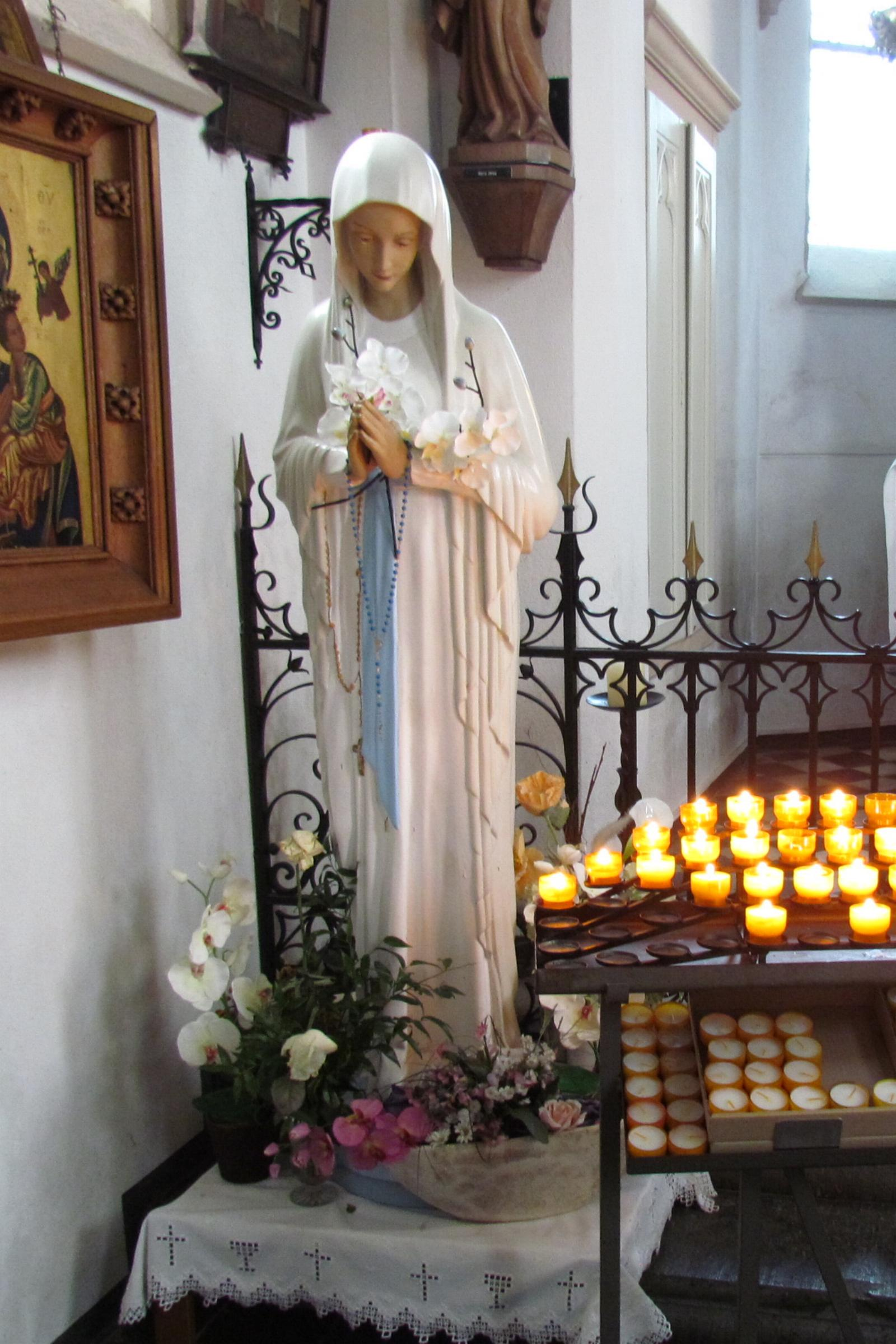
Madonnenfigur
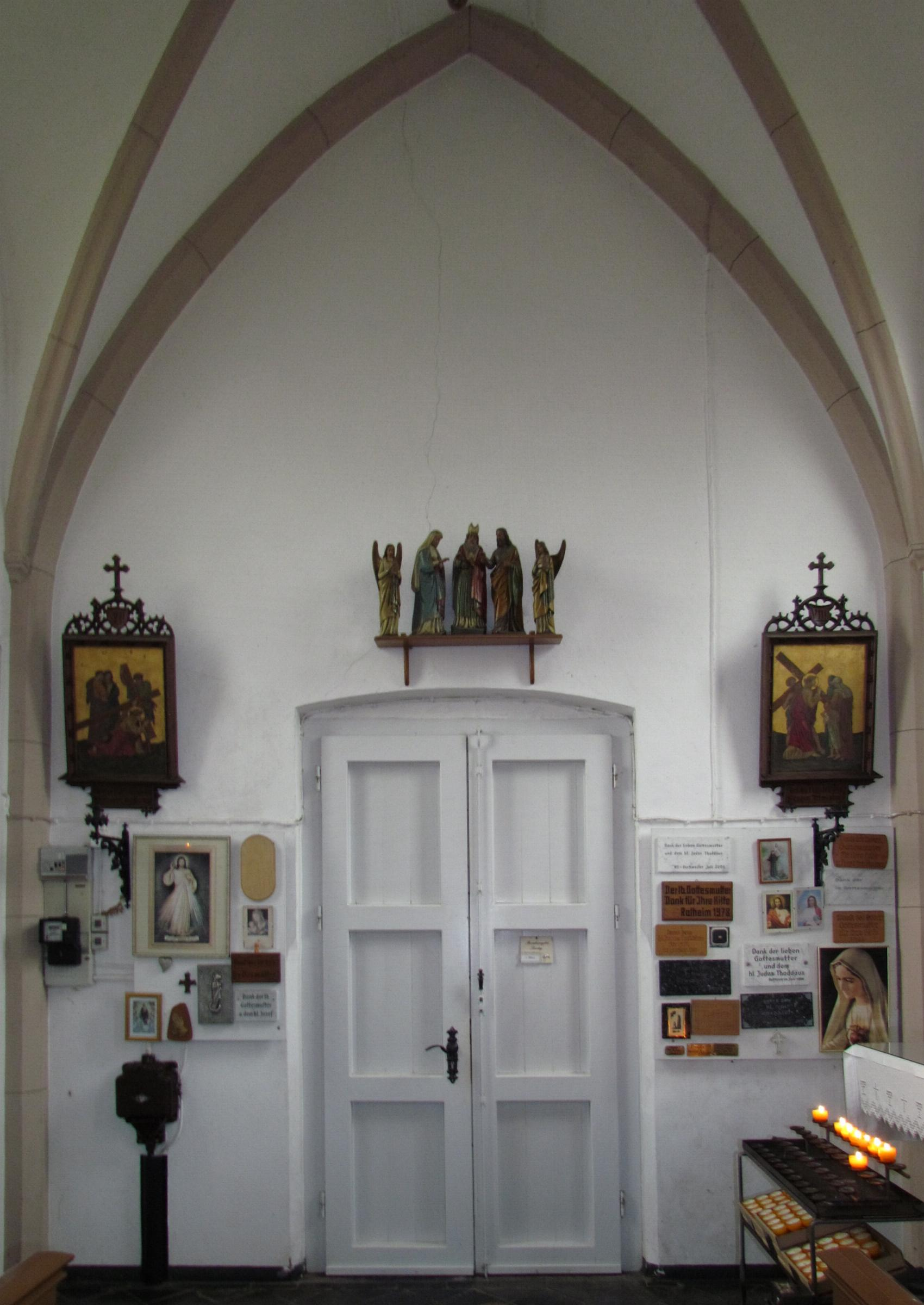
Kapellenrückwand
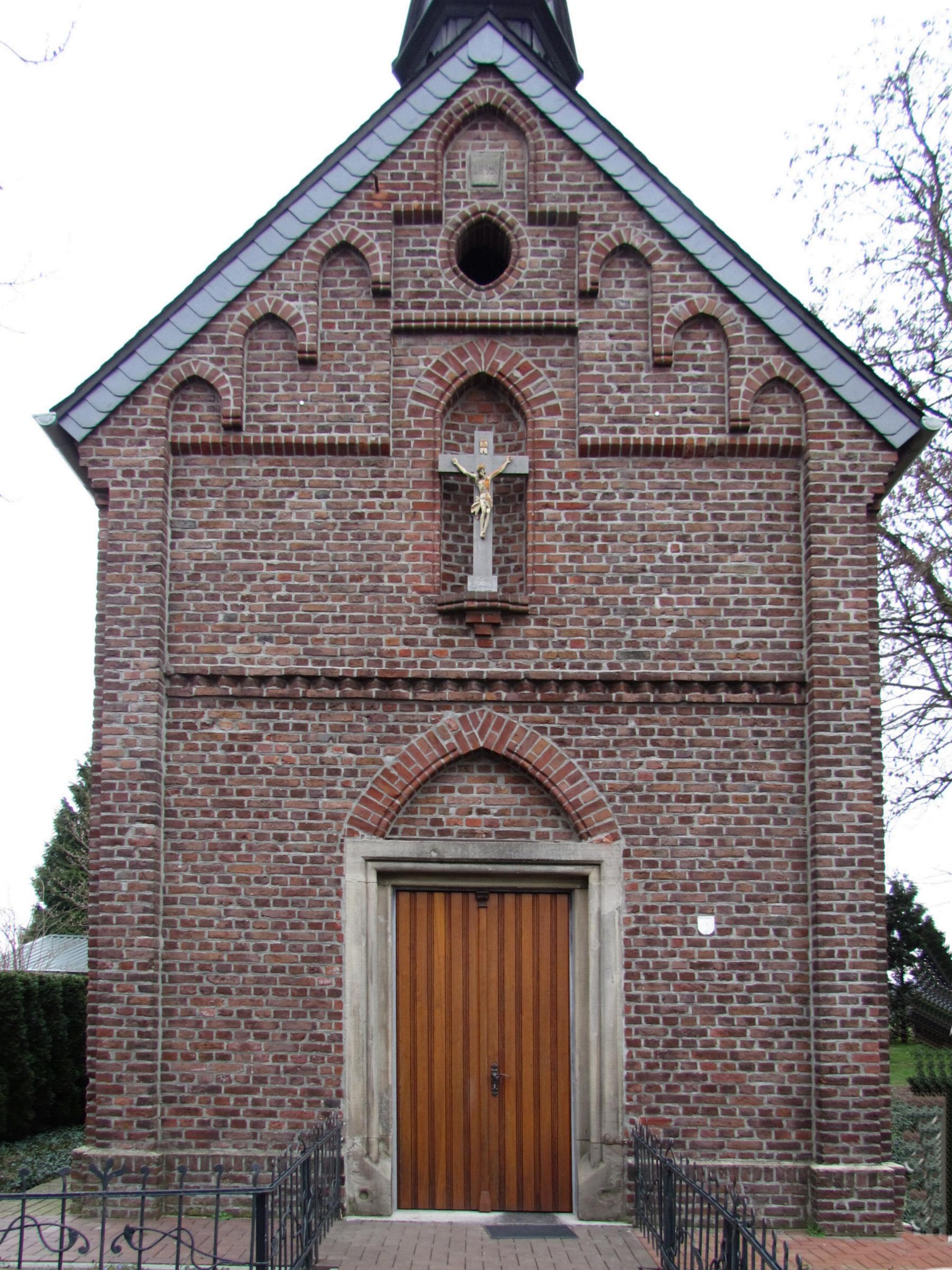
Giebelansicht
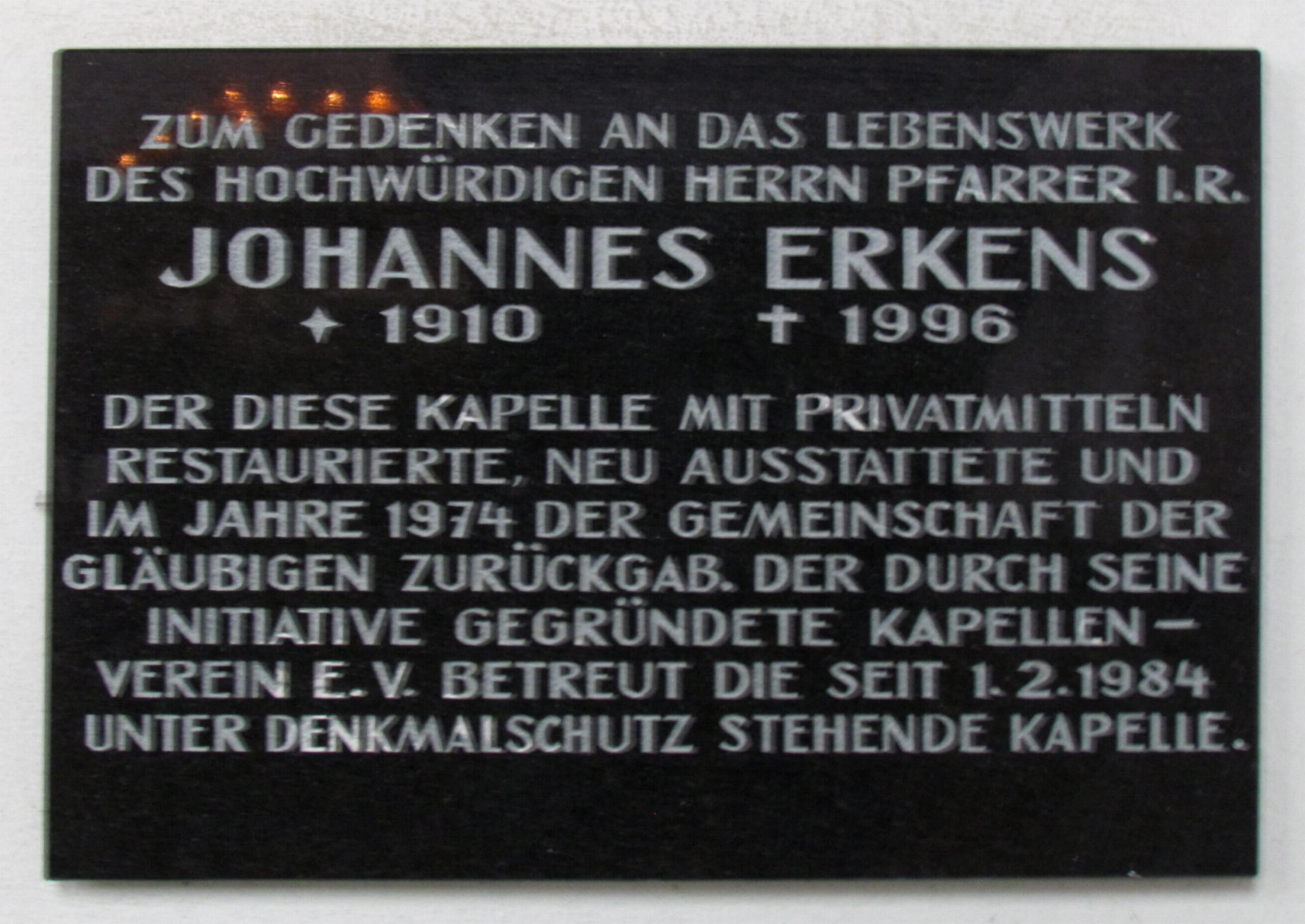
Gedenktafel
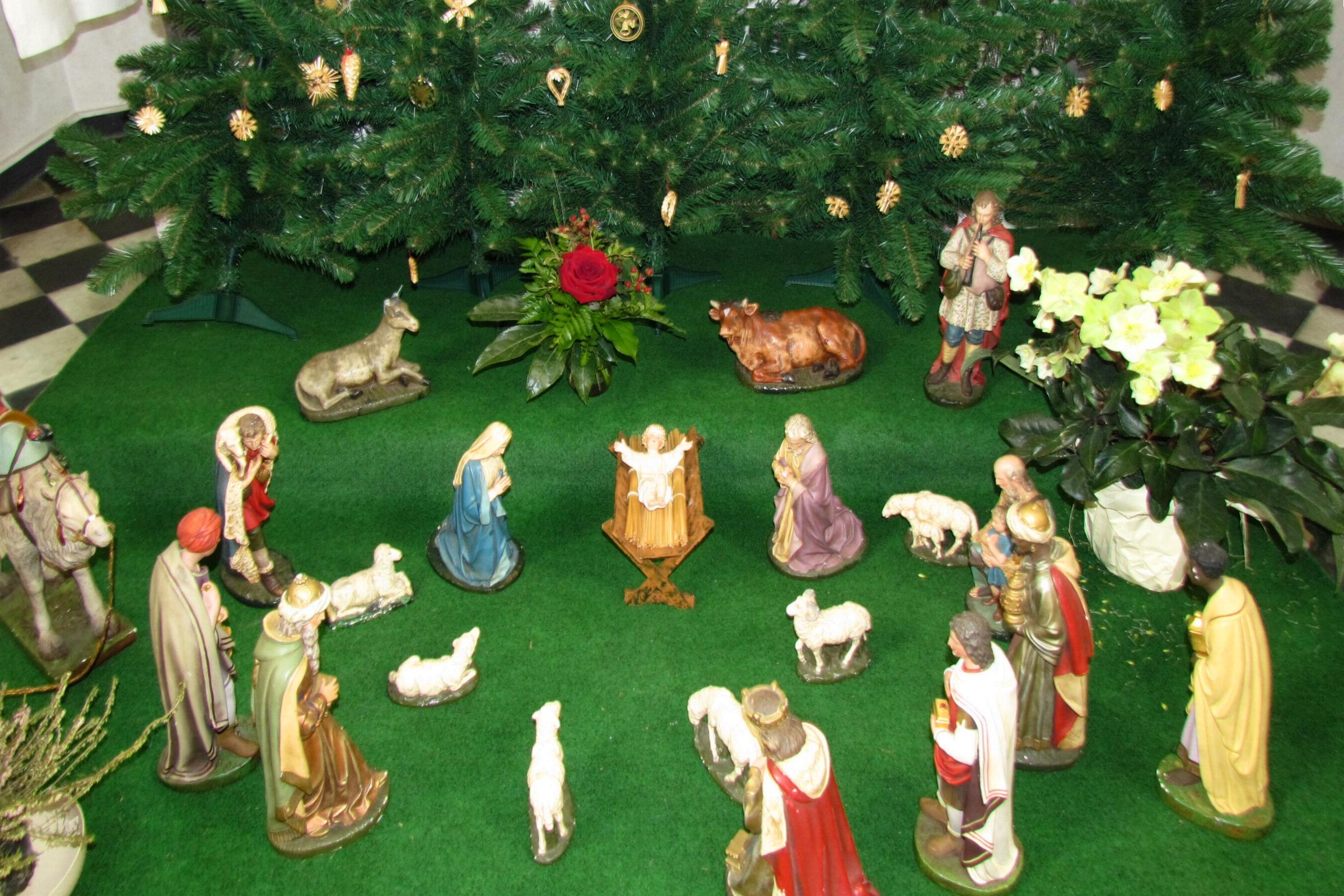
Weihnachtskrippe